# Kornamossens naturreservat
Kornamossens naturreservat är ett naturreservat i Norrtälje kommun i Stockholms län.
Området är naturskyddat sedan 2006 och är 70 hektar stort. Reservatet omfattar Kornamossen och skog omkring. Reservatet består av  barrskog och sumpskog.